# Чемпионат России по боевому самбо 2016
Чемпионат России по боевому самбо 2016 года проходил в Петрозаводске с 9 по 12 февраля.

## Медалисты
| Весовая категория | Золото                           | Серебро                         | Бронза                                                     |
| ----------------- | -------------------------------- | ------------------------------- | ---------------------------------------------------------- |
| до 52 кг          | Анатолий Стишак Санкт-Петербург  | Артуш Асрян Петрозаводск        | Гавриил Семёнов Якутск Родион Асканаков Горно-Алтайск      |
| до 57 кг          | Велимурад Алхасов Москва         | Мухтар Гамзаев Дагестан         | Курбан Магомедов Москва Семён Тайпинов Горно-Алтайск       |
| до 62 кг          | Рустам Талдиев Санкт-Петербург   | Александр Саликов Кстово        | Виктор Дулмаев Улан-Удэ Узаир Лабазанов Москва             |
| до 68 кг          | Руслан Гасанханов Дагестан       | Фёдор Дурыманов Санкт-Петербург | Рашад Мурадов Петрозаводск Магомедрасул Хасбулаев Кстово   |
| до 74 кг          | Ислам Махачев Кстово             | Заур Азизов Дубна               | Олег Багов Нальчик Тамерлан Шарипов Санкт-Петербург        |
| до 82 кг          | Раймонд Магомедалиев Москва      | Иван Ложкин Кстово              | Лазиз Адизов Новосибирск Мурад Керимов Москва              |
| до 90 кг          | Икрам Алискеров Кстово           | Хадис Ибрагимов Санкт-Петербург | Саид Саидов Махачкала Михаил Удовиченко Москва             |
| до 100 кг         | Михаил Мохнаткин Санкт-Петербург | Вадим Немков Старый Оскол       | Александр Даньков Москва Ислам Абазов Ставрополь           |
| свыше 100 кг      | Денис Гольцов Санкт-Петербург    | Кирилл Сидельников Старый Оскол | Алексей Князев Забайкальский край Паша Хархачаев Махачкала |